# Geely Haoyue
 (janvier 2021).
Le Geely Haoyue (chinois: 吉利豪 越) est un SUV multisegment intermédiaire produit par le constructeur automobile chinois Geely. Il est connu sous le nom de Geely Okavango sur les marchés étrangers. Le nom Haoyue signifie « héroïque », tandis que l'Okavango est nommé d'après le delta de l'Okavango au Botswana.

## Aperçu
La transmission standard du Geely Haoyue est une transmission automatique à 7 rapports à double embrayage avec traction avant, la traction intégrale est disponible en option. La puissance du Haoyue provient d'un moteur essence quatre cylindres turbocompressés de 1,8 litre produisant 181 ch (133 kW) et 300 N m de couple. Un moteur turbo 2,0 litres de 250 ch (184 kW) développé conjointement avec Volvo était disponible plus tard. Le Haoyue était nommé le VX11 pendant son développement.

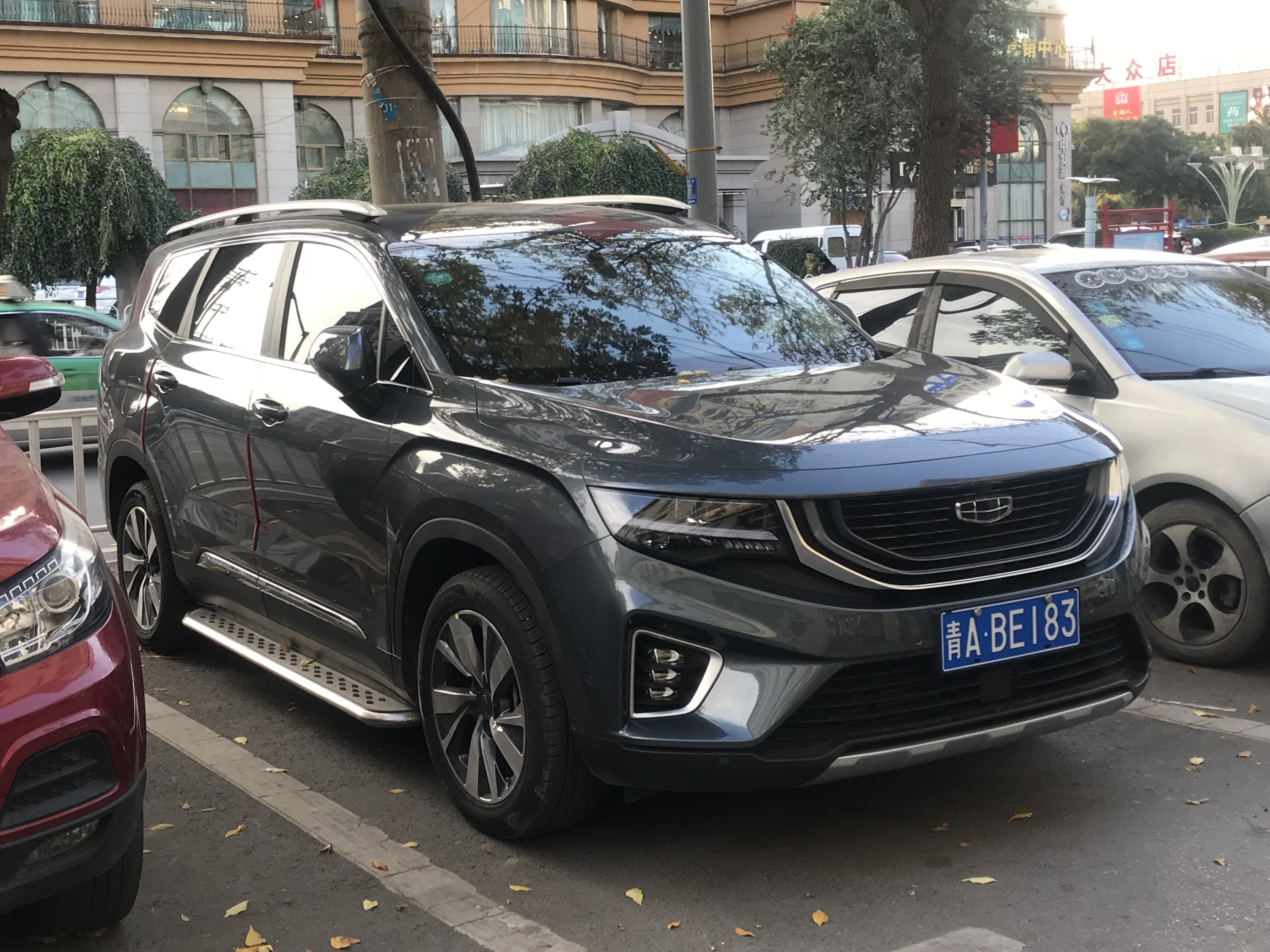
Vue avant de l'Haoyue
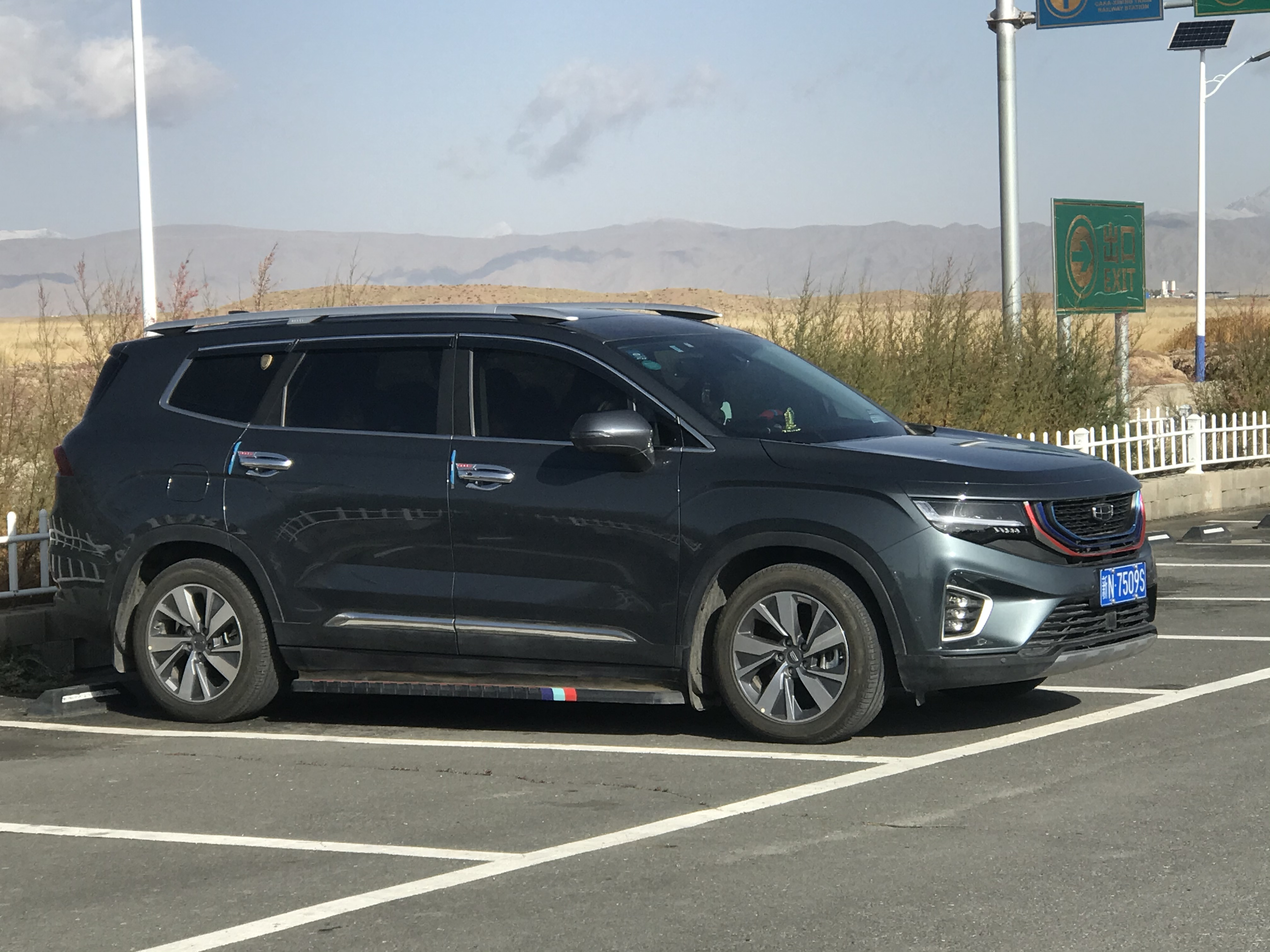
Vue latérale de l'Haoyue
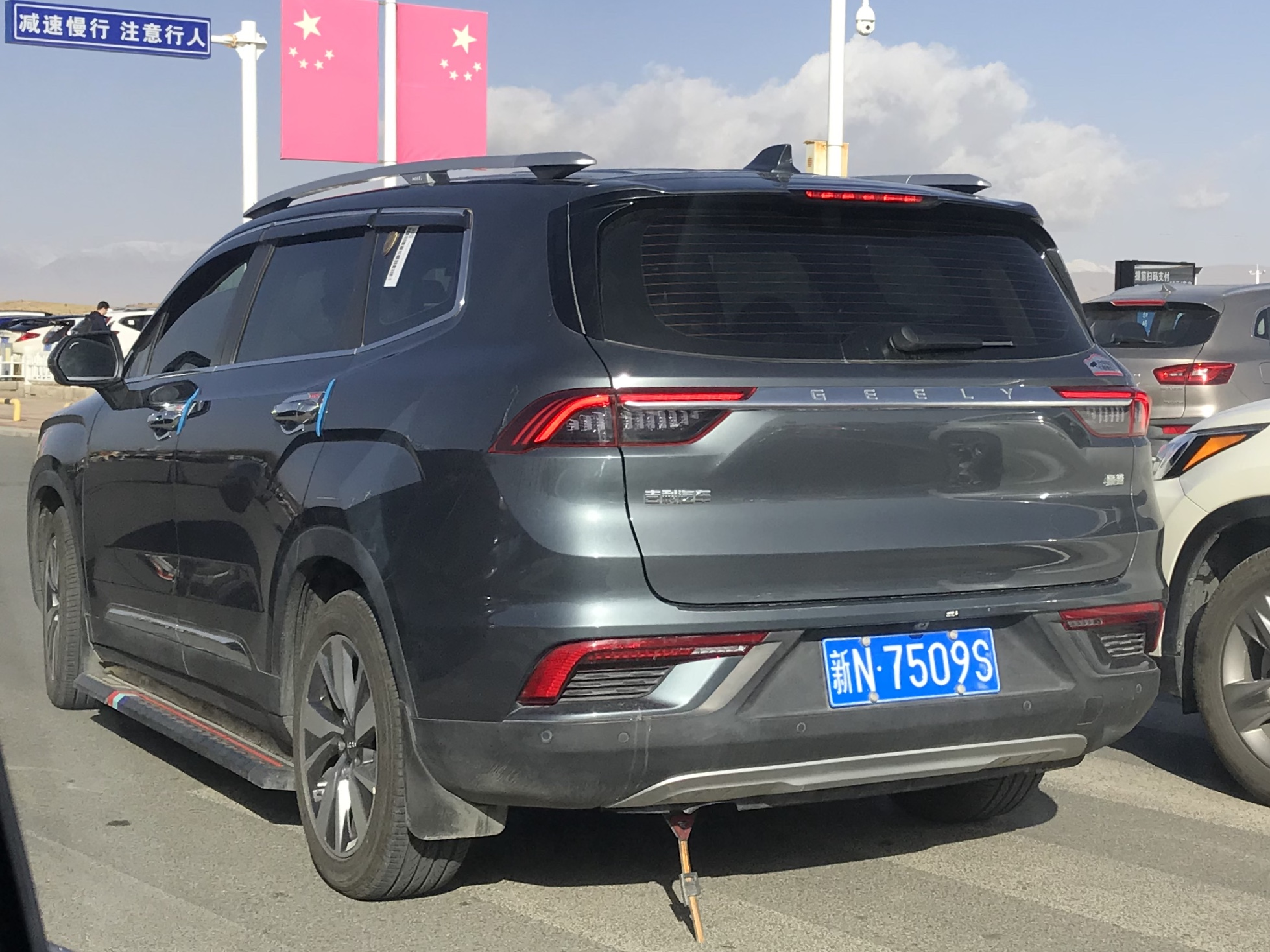
Vue arrière de l'Haoyue